# 善治
善治（英語：Good governance），亦称良政、良善治理等，是衡量公共機構如何處理公共事務和管理公共資源，以及如何以基本上沒有濫用權力和腐敗的方式保障人權的實現並適當尊重法治的過程。 治理是“決策制定過程和決策實施（或不實施）的過程”。 這種情況下的治理可以適用於公司、國際、國家或地方治理以及社會其他部門之間的互動。
因此，“良好治理”的概念作為一種模型出現，用於比較缺乏效率的經濟體或政治機構與可行的經濟體和政治機構。 該概念以政府和管理機構的責任為中心，以滿足大眾的需求，而不是社會中特定群體的需求。 由於經常被描述為“最成功”的國家是自由民主國家，集中在歐洲和北美洲，因此良好的治理標準通常會根據這些國家來衡量其他國家機構。 援助組織和發達國家的當局常常將“善治”的含義集中在符合組織議程的一組要求上，使得“善治”在許多不同的背景下意味著許多不同的事物。

## 衡量標準
聯合國在推廣善治上扮演重要腳色。前秘書長安南論道：「善治，是確保尊重人權與法治，強化民主，在公共行政上保持透明與能力」。 聯合國為此提供8項指標：
1. 參與（participation）
2. 法治（rule of law）
3. 透明（transparency）
4. 回應（responsiveness）
5. 效能（effectiveness）與效率（efficiency）
6. 公平（equity）與包容（inclusiveness）
7. 共識導向（consensus oriented）
8. 課責性（accountability）